# شيموس هيجارتي
شيموس هيجارتي (بالإنجليزية: Séamus Hegarty)‏ هو كاهن كاثوليكي بريطاني، ولد في 26 يناير 1940 في كلكار ‏ في جمهورية أيرلندا.